# معبر وادي النور
معبر وادي النور هو معبر يقع في محافظة حضرموت إلى الشمال من مديرية الريدة وقصيعر على بعد حوالي 12 كيلومتر وسط سلسلة من المرتفعات الجبلية التي تحيط بها من جميع الجهات، وتحفها مجموعة من أشجار النخيل والموز والباباي التي اشتهرت بها وذلك لوجود المياه العذبة التي ترد على مدينة قصيعر و ضواحيها بمياه الشرب النقية وعلى قدر صغر حجم هذه القرية التي اجتذبت إليها القلوب و الافئدة فإنها تنقسم إلى مجموعة من القرى الصغيرة المترامية الأطراف مثل: المقد – الضبق – البئر – الحوطة – الذبل – زمزم اليمن، وأكثر سكانها حالياً هم من الذين استوطنوها وهم الجمحي و آل باعباد و الغرابي وبن الرشود والعليي وآل زبع وآل دري وغيرهم، بيد أن سكانها الأصليين لا يعرف لهم آثر غير أن هناك كثير من الدلائل التي تذكر أن معبر كانت ممر للقوافل القادمة من الشرق ولذلك سميت بمعبر و يرجع تاريخها إلى فترة ما قبل الإسلام و توجد بها البعض من المعالم التاريخية القديمة و التي يفوح من جدرانها و أسوارها عبق التاريخ القديم مثل حصن شروان الذي بناه شقبون بن شروان الفارسي الأصل.
و يذكر أحد المؤرخين في كتابه الذي اندثر (الإكليل الوقاد) أنه مر بقرية يقال لها معبر و ذلك عام 600هـ تقريبا ووجد سكانها من آل بامحرم و بيوتهم تقع أقصى الغيضة و كذلك تدل المعالم التاريخية الباقية إلى أن الشيخ العلامة محمد بن عبد الله القديم باعباد دخل معبر و أسس فيها مسجد يقال له مسجد الغيضة و تم تجديده من قبل الشيخ / عبد الله بن حسين بن أبي بكر بن محمد بن أحمد باعباد.
وتعتبر معبر حاليا من أكثر المناطق الآهلة بالسكان و ذلك لوجود الطبيعة الخلابة و المياه النقية و الجو المعتدل ويوجد بها كل مقومات الحياة الأساسية التي تعود على قاطنيها والوافدين إليها بالنفع والخير.